# Pintér (családnév)
A Pintér régi magyar családnév. Eredetileg foglalkozásnév volt, jelentése: hordók, faedények készítéssel foglalkozó mesterember. Hasonló családnevek: Bodnár, Hordó, Hordógyártó, Hordós, Hordóverő, Kádár, Kádas, Vedergyártó, Vedres. 2020-ban a 31. leggyakoribb családnév volt Magyarországon. 22 215 személy viselte ezt a vezetéknevet.

## Híres Pintér családok
- Pintér család (szentkirályszabadjai), Veszprém vármegyei család[3]
- Pintér család (legenyei), Zemplén vármegyei család[3]

## Híres Pintér nevű személyek
- Pintér Adrienn (1982) tv-műsorvezető
- Pintér Ádám (1988) válogatott labdarúgó
- Pintér Attila (1966) válogatott labdarúgó, edző
- Pintér Béla (1925–1992) építész
- Pintér Béla (1970) színész, zenész, drámaíró, rendező
- Pintér Béla (1973) énekes, zenész
- Pintér D. István (1964) erdélyi magyar költő
- Pintér György (1929–2003) hangmérnök
- Pintér Hedvig (1987) labdarúgó
- Pintér Imre (1864–1946) színész, operetténekes, rendező, színműíró
- Pintér István (1930–2017) erdőmérnök, országgyűlési képviselő
- Pintér István (1932) vízilabdázó, edző
- Pintér István (1932–1992) újságíró (Népszabadság, Képes Sport)
- Pintér József (1917–1992) válogatott labdarúgó
- Pintér József (1953) sakkozó, edző, szakíró
- Pintér Sándor (1948) rendőrtábornok, miniszter
- Pintér Sándor (1950) labdarúgó
- Pintér Sándor (1912–1977) bemondó
- Pintér Sándor (1949–2023) bemondó
- Pintér Tamás (1930–2017) író, újságíró
- Pintér Tamás (1941–2012) kaszkadőr, öttusaedző, vívó szakedző, egyetemi docens
- Pintér Violetta (1994) labdarúgó
- Pintér Zoltán (1954) katonatiszt
- Pintér Zoltán (1977) válogatott labdarúgó